# Kate's Addiction
Pour plus de détails, voir Fiche technique et Distribution.
Kate's Addiction (également intitulé Circle of Deception) est un film américain écrit et réalisé par Eric DelaBarre sorti en 1999.

## Synopsis
Sara, une ancienne colocataire à l'université de Kate, développe une obsession psychotique avec elle.

## Fiche technique
- Titre original : Kate's Addiction
- Réalisation : Eric DelaBarre
- Scénario : Eric DelaBarre
- Montage : Wendy Smith
- Musique : Bill Conn
- Production : Eric DelaBarre, Laura Caulfield, Robyn Norris (créditée comme Robin Norris)
- Société de production : Table 7 Productions
- Pays de production :  États-Unis
- Langue originale : anglais
- Lieux de tournage : Los Angeles
- Format : couleurs
- Durée : 90 minutes
- Date de sortie :
  - États-Unis : 27 mars 1999 au Festival international du film de Newport

## Distribution
- Kari Wuhrer : Kate McGrath
- Farrah Forke : Sara
- Matthew Porretta : Dylan Parker (crédité comme Matt Porretta)
- Matt Borlenghi : Ezra Parker
- Joel Gretsch : Jack
- Natalie Radford : Zoey
- Daniel Murray : Jasper
- Lyle Kanouse : le gros monsieur
- Robyn Norris : la livreuse (créditée comme Robin Norris)
- Julian Sado : le professeur de boxe
- John Billingsley : l'agent du FBI #1
- Van Quattro : l'agent du FBI #2
- Eric DelaBarre : Bully #1
- Samuel Ameen : Bully #2